# Caspar van Baerle
Caspar van Baerle (12. února 1584 Antverpy – 14. ledna 1648 Amsterdam) byl holandský humanista, autor, teolog, historik a básník. Latinská podoba jeho jména je Casparus Barlaeus.

## Životopis
Byl synem písaře Caspara van Baerle a jeho manželky Cornelie Eerdewijnsové. Studoval teologii na Univerzitě v Leidenu a promoval z medicíny na univerzitě v Caen. V roce 1641 se stal profesorem filozofie na Amsterdamské univerzitě. Jeho latinské básně byly vysoce ceněny. Přátelil se s P. C. Hooftem a Stapelem a dopisoval si s Huygensem a Descartesem.

## Dílo
- 1625 Manes Auriac
- 1628 Hymnus ad Christum
- 1628 Poem
- 1639 Medicea Hospes
- 1647 Rerum in Brasilia et alibi gestarum
- 1651 Verschiedene Niederdeutsche Gedichte

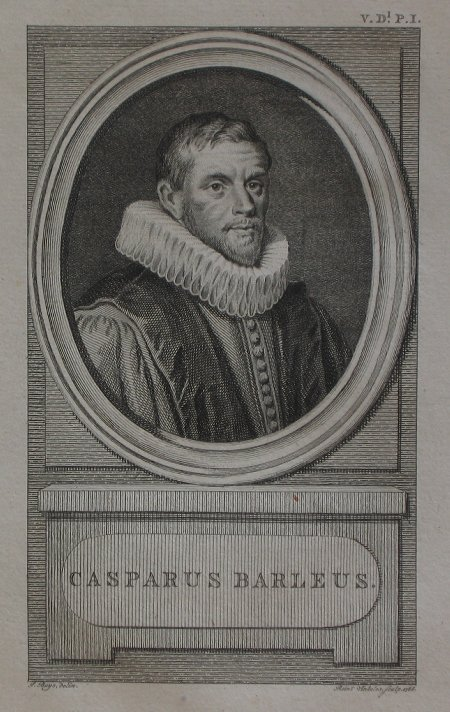
Caspar van Baerle

- 1643 Faces augustaeCaspar van Baerle